# Lipówka (Braniewo)
Lipówka (deutsch Lindwald) war ein Ort in der polnischen Woiwodschaft Ermland-Masuren. Seine Ortsstelle liegt im Bereich der Landgemeinde Braniewo (Braunsberg) im Powiat Braniewski (Kreis Braunsberg).

## Geographische Lage
Die Ortsstelle Lipówkas liegt am Westufer des Rotwasser Graben (polnisch Czerwony Rów) im Nordwesten der Woiwodschaft Ermland-Masuren, acht Kilometer südlich der Kreisstadt Braniewo (Braunsberg).

## Geschichte
Das einstige Lindwald war ein Gutsdorf mit einer Ziegelei, zu dem dann auch eine Torffabrik gehörte. Im Jahre 1874 wurde das kleine Dorf in den neu errichteten Amtsbezirk Sonnenberg (polnisch Bogdany) im ostpreußischen Kreis Braunsberg, Regierungsbezirk Königsberg, eingegliedert. 50 Einwohner zählte Lindwald im Jahre 1910.
Am 30. September 1928 verlor Lindwald seine Eigenständigkeit und wurde zusammen mit dem Gutsbezirk Sonnenberg nach Betkendorf (polnisch Biedkowo) eingemeindet. Der Amtsbezirk wurde nun eben auch in „Betkendorf“  umbenannt.
In Kriegsfolge kam das gesamte südliche Ostpreußen 1945 zu Polen. Lindwald erhielt die polnische Namensform „Lipówka“. Der Ort  verlor an Bedeutung, wurde kaum noch erwähnt und gilt heute als untergegangen, vielleicht auch als in dem neu gebildeten Nachbarort Biedkowo-Osada aufgegangen. Die Ortsstelle liegt in der Gmina Braniewo (Landgemeinde Braunsberg) an der Grenze zur Gmina Frombork (Stadt- und Landgemeinde Frauenburg) im Powiat Braniewski, von 1975 bis 1998 der Woiwodschaft Elbląg, seither der Woiwodschaft Ermland-Masuren zugehörig.

## Religion
Lindwald gehörte vor 1945 zum Kirchspiel der römisch-katholischen Pfarrei Frauenburg und war außerdem in die evangelische Kirche Braunsberg eingegliedert.

## Verkehr
Die Ortsstelle Lipówkas liegt westlich der Landesstraße 54, von der zwei Kilometer nördlich der Auffahrt zur Schnellstraße S 22 eine Nebenstraße nach Biedkowo (Betkendorf) abzweigt, die durch Lipówka verläuft.